# 岛屿肖叶甲属
岛屿肖叶甲属（学名：Chrysopida）为金花虫科的一个属。

## 下属物种
本属包括以下物种：
- Chrysopida insignis Baly, 1867
- 灰毛岛屿肖叶甲 Chrysopida murina Baly, 1867